# Roscolyn Tor
Roscolyn Tor är en bergstopp i Antarktis. Den ligger i Östantarktis. Australien gör anspråk på området. Toppen på Roscolyn Tor är 1 802 meter över havet.
Terrängen runt Roscolyn Tor är kuperad. Trakten är glest befolkad. Närmaste befolkade plats är Odell Glacier Station, 6,5 kilometer nordost om Roscolyn Tor. 